# Ammostyphrus
Ammostyphrus (лат.) — род жуков-карапузиков из подсемейства Saprininae (Histeridae).

## Распространение
Пустыни Средней Азии. 

## Описание
Мелкие жуки-карапузики, тело округлой формы и сильно выпуклое, длина около 3 мм. От прочих Saprininae отличается отсутствием латеральных простернальных бороздок и наличием латеральных пронотальных бороздок, а также латеральными метавентральными бороздками изогнутыми наружу и почти достигающими метэпистернума. Специализированные псаммофилы. Впервые выделен советским энтомологом Акселем Николаевичем Рейхардтом (1891—1942).

## Виды
Некоторые виды рода:
- Ammostyphrus cerberus Reichardt, 1924 (Казахстан, Узбекистан)
- другие виды